# أليسون بيلسكي
أليسون بيلسكي (بالإنجليزية: Alison Bielski) (24 نوفمبر 1925، نيوبورت في المملكة المتحدة - 9 يوليو 2014 في المملكة المتحدة)؛ كاتِبة وشاعرة ويلزية.